# Jourian
Jourian é uma cidade no distrito de Jammu, no estado indiano de Jammu e Caxemira.

## Demografia
Segundo o censo de 2001, Jourian tinha uma população de 3628 habitantes. Os indivíduos do sexo masculino constituem 51% da população e os do sexo feminino 49%. Jourian tem uma taxa de literacia de 75%, superior à média nacional de 59,5%: a literacia no sexo masculino é de 81% e no sexo feminino é de 68%. Em Jourian, 12% da população está abaixo dos 6 anos de idade.